# Соловецька затока
Солове́цька зато́ка (рос. Соловецкий залив) — затока на південному заході острова Соловецький з Соловецького архіпелагу.
Затока має широкий вхід від мису Толстяк на півночі до мису Західний Печак на півдні. При вході до затоки з півдня знаходяться острови Сінні Луди, Парусний, Великий Заєцький та Малий Заєцький, які всі разом відокремлені від Соловецького острова протокою Печаківською Салмою. На півночі, при вході до бухти Благополуччя розташовані ще декілька дрібних островів: Пьосья Луда, Ігуменський, Баб'я Луда, Варлаама та Філіппа.

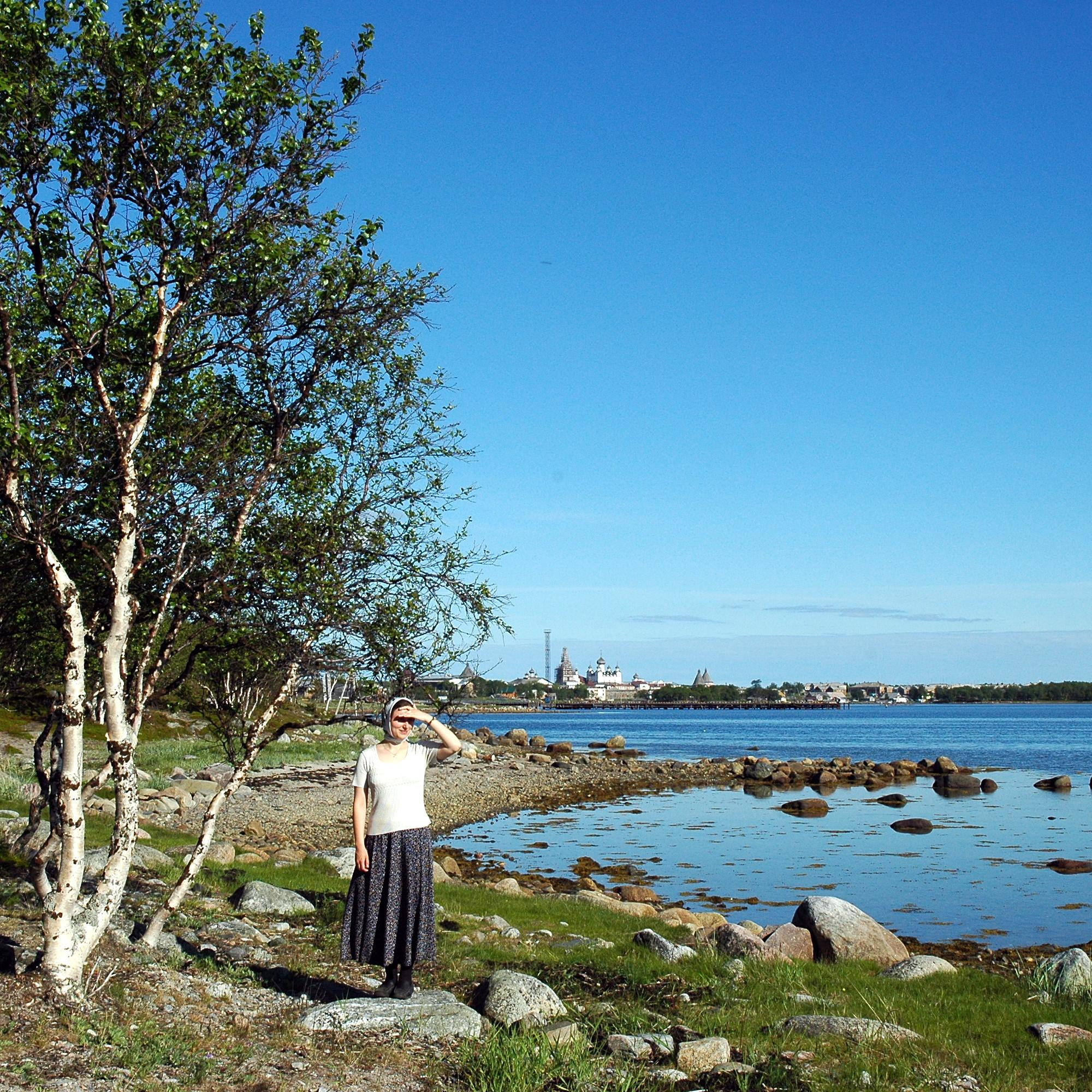
Північний берег затоки

Узбережжя низинне, кам'янисте, місцями піщане, вкрите лісом. Береги затоки порізані, утворюють численні мілководні бухти та губи: бухта Благополуччя, губи Кисла та Грязна. Глибини при вході до затоки в середньому 10-15 м, поступово зменшуються у напрямку до вершини — бухти Благополуччя, де по фарватеру становлять 6-11 м. Дно мулисте, піщане або кам'янисте. Глибини в протоці Печаківська Салма досягають 5 м, дно вкрите піском та дрібним камінням. Найглибшим місцем затоки є Соловецький рейд, що знаходиться на південь від острова Пьосья Луда — 10-30 м, дно мулисте.
Через затоку проходить морська течія, яка має напрямок від мису Толстик до острова Пьосья Луда і далі на південь протокою Пекачівська Салма виходить до Онезької затоки. Льодостав спостерігається з листопада до травня в бухті Благополуччя та в губах. Інша частина затоки вкривається дрейфуючим льодом під час припливів та дії західних вітрів. Під час відпливу і при східних вітрах затока звільняється від льоду. Суворими зимами затока вкривається суцільним льодом, який може триматись з кінця грудня до початку квітня.